# Danh sách người nổi tiếng được chôn cất tại nghĩa trang Père-Lachaise
Nghĩa trang Père-Lachaise ở Paris là nơi chôn cất rất nhiều nhân vật nổi tiếng của Pháp cũng như trên thế giới, danh sách sau đây chưa đầy đủ:

## A

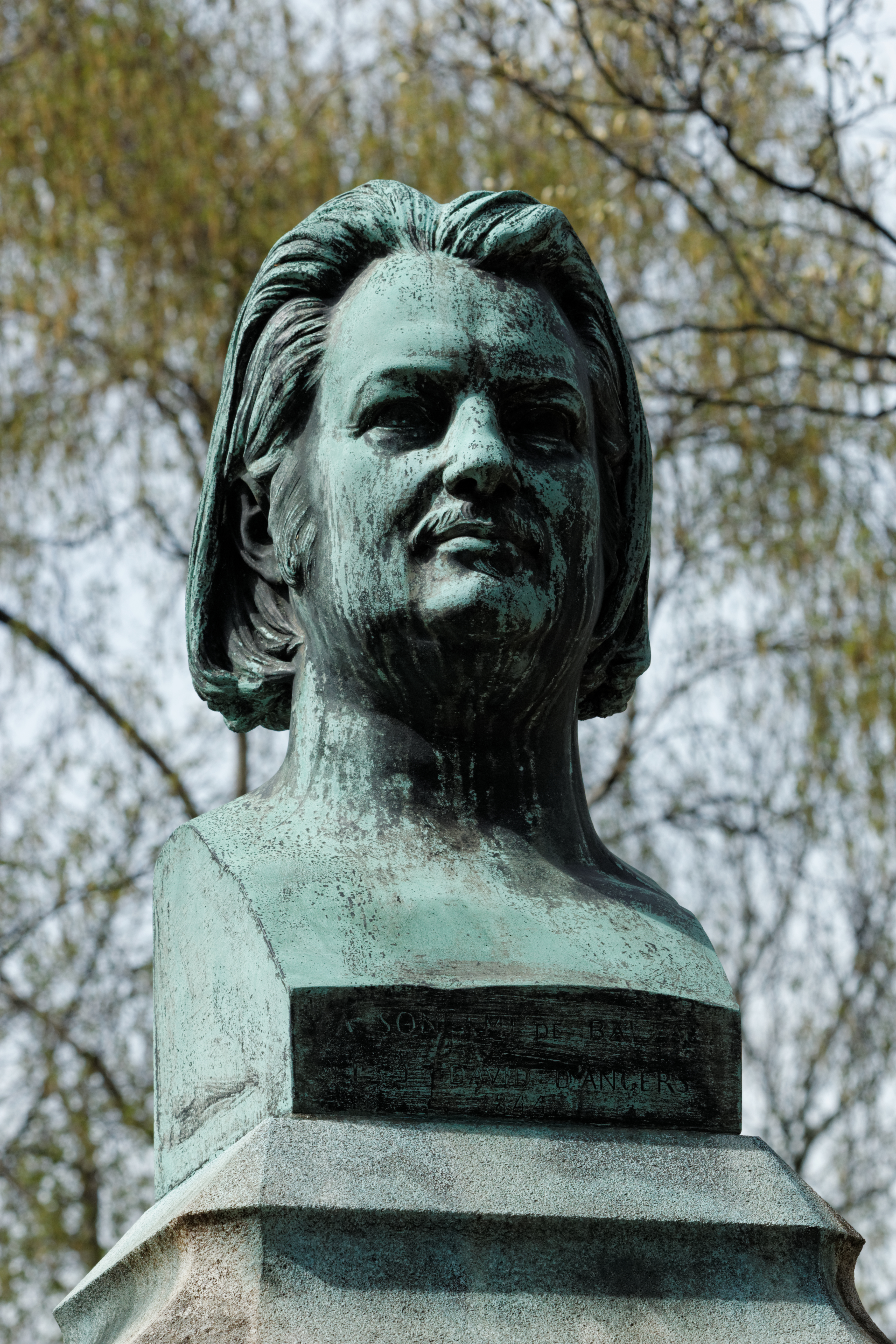
Tượng bán thân Honoré de Balzac do David d'Angers sáng tác

- Guillaume Apollinaire (1880 - 1918), nhà thơ (khu (division) 86)
- François Arago (1786 - 1853), nhà chính trị và triết gia (khu 4)
- Miguel Ángel Asturias (1899 - 1974), nhà văn Guatemala, giải Nobel Văn học (khu 10)
- Lucie Aubrac (1912 - 2007), chiến sĩ kháng chiến trong Thế chiến thứ hai, nhà sử học (khu 87)
- Jane Avril (1868 - 1943), vũ nữ nhảy điệu can-can nổi tiếng (khu 19)

## B
- Honoré de Balzac (1799 - 1850), nhà văn (khu 48)
- Henri Barbusse (1873 - 1935), nhà văn (khu 97)
- Pierre-Augustin Caron de Beaumarchais (1732 - 1799), nhà biên kịch (khu 28)
- Sarah Bernhardt (1844 - 1923), ca sĩ
- Alphonse Bertillon (1853 - 1914), cha đẻ của khoa học hình sự (khu 89)
- Fulgence Marie Auguste Bienvenüe (1852 - 1936), người khai sinh hệ thống tàu điện ngầm Paris (khu 82)
- Georges Bizet (1838 - 1875), nhà soạn nhạc, tác giả vở Carmen (khu 68)
- Alexandre Théodore Brongniart (1739 - 1813), kiến trúc sư, người thiết kế Nghĩa trang Père-Lachaise (khu 11)

## C

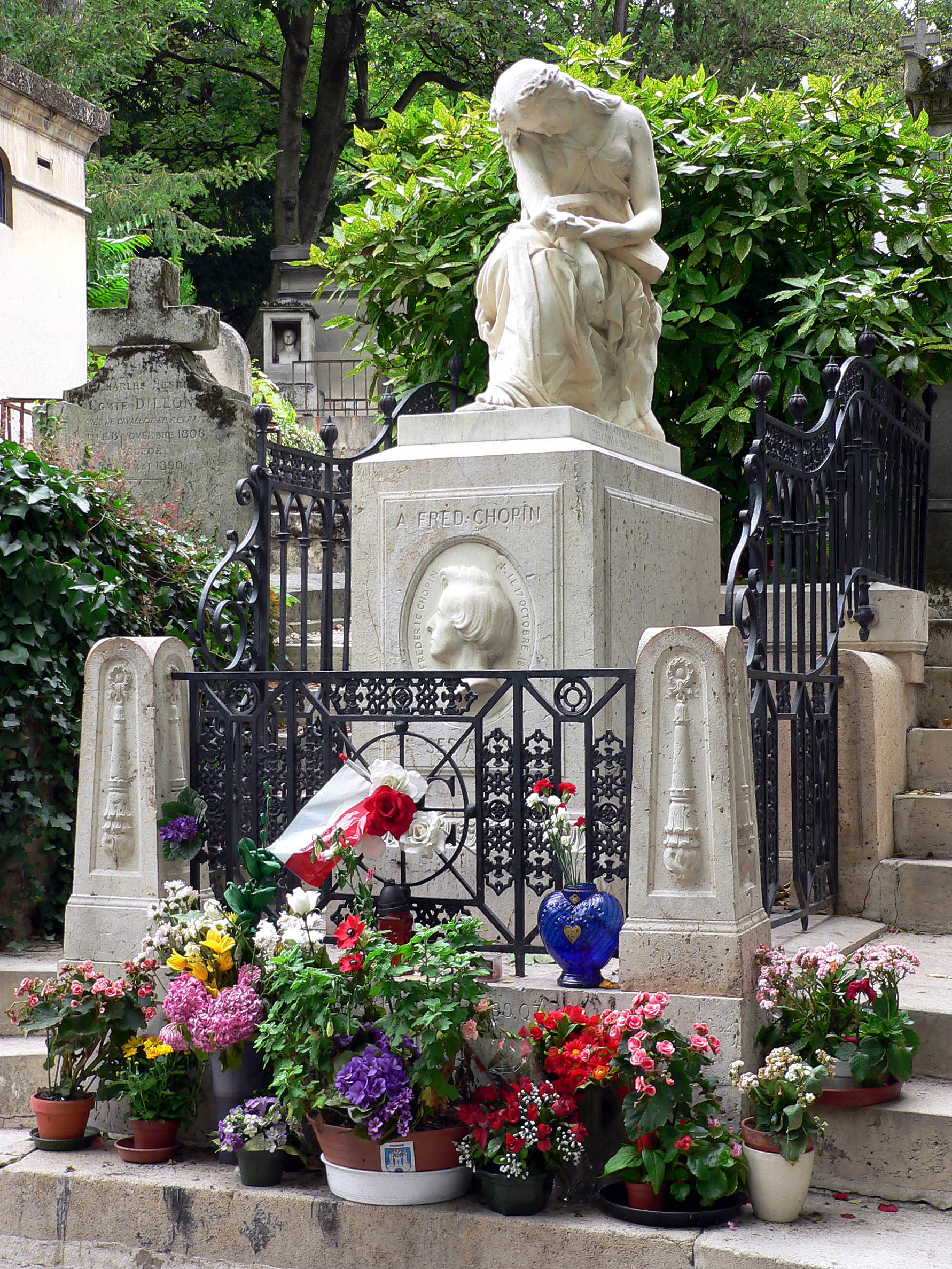
Tượng thần âm nhạc trên mộ Frédéric Chopin do Auguste Clésinger sáng tác

- Maria Callas (1923 - 1977), ca sĩ opéra (tro hỏa táng của bà đã được rải trên Biển Égée) (khu 87)
- Marcel Camus (1912 - 1982), đạo diễn điện ảnh (khu 87)
- Luigi Cherubini (1760 - 1842), nhà soạn nhạc (khu 11)
- Frédéric Chopin (1810 - 1849), nhà soạn nhạc người Ba Lan (trái tim của ông đã được chuyển về nhà thờ chính ở Warszawa, Ba Lan) (khu 11)
- Colette (1873 - 1954), nhà văn (khu 4)
- Savinien Cyrano de Bergerac (1619 - 1655), nhà văn
- Auguste Comte (1798 - 1857), triết gia (khu 17)

## D
- Alphonse Daudet (1840 - 1897), nhà văn (khu 26)
- Jacques-Louis David (1748 - 1825), họa sĩ (khu 56)
- Louis Nicolas Davout (1770 - 1823), thống chế Pháp dưới thời Napoléon (khu 28)
- Jean-Gaspard Deburau (1796 - 1846), nghệ sĩ kịch câm (khu 59)
- Eugène Delacroix (1798 - 1863), họa sĩ (khu 49)
- Gérard Debreu (1921 – 2004), nhà kinh tế học, giải Nobel năm 1983
- Pierre Louis Dulong (1792 - 1834), nhà hóa học (khu 8)
- Isadora Duncan (1878 - 1927), nghệ sĩ múa ballet người Mỹ

## E
- Paul Éluard (1895 - 1952), nhà thơ cánh tả (khu 97)
- Georges Enesco (1881 - 1955), nhà soạn nhạc và nghệ sĩ violon người Rumani (khu 66)

## F
- Félix Faure (1841 - 1899), tổng thống Cộng hòa Pháp (khu 4)
- Joseph Fourier (1768 - 1830), nhà toán học và vật lý
- Augustin Fresnel (1788 - 1827), nhà vật lý (khu 14)

## G

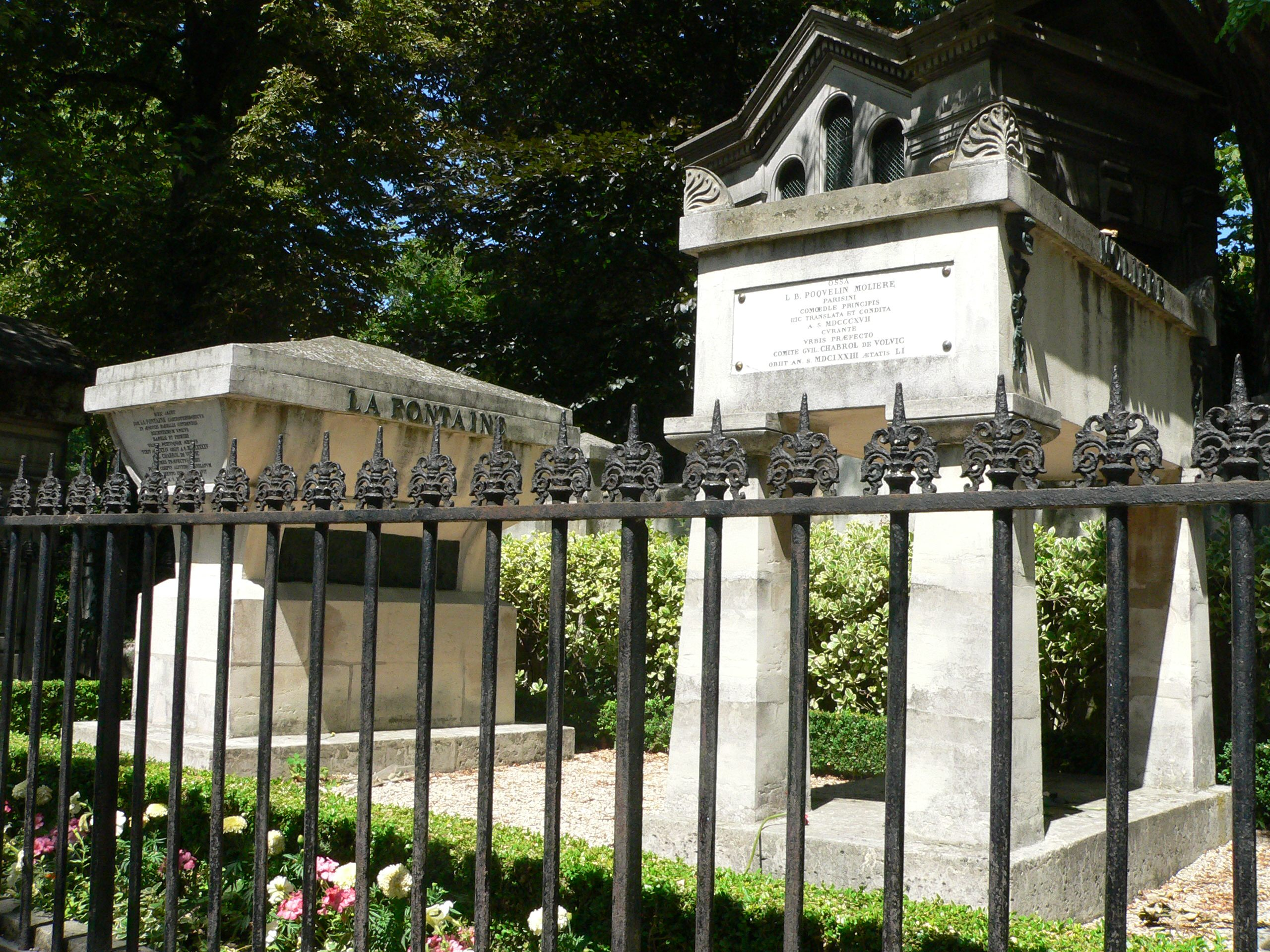
Hai ngôi mộ được đặt cạnh nhau của Molière và Jean de La Fontaine

- Louis Joseph Gay-Lussac (1778 - 1850), nhà vật lý và hóa học (khu 26)
- Théodore Géricault (1791 - 1824), họa sĩ (khu 12)
- Laurent de Gouvion-Saint-Cyr (1764 - 1830), thống chế Pháp
- Stéphane Grappelli (1908 - 1997), nghệ sĩ vĩ cầm (khu 87)

## H
- Jean Auguste Dominique Ingres (1780 - 1867), họa sĩ (khu 23)

## J
- Claude Jade (1948 - 2006), diễn viên

## L
- Jean de La Fontaine (1621 - 1695), nhà thơ (khu 25)
- Antoine Lavoisier (1743 - 1794), nhà hóa học, triết gia
- Ferdinand de Lesseps (1805 - 1894), người phụ trách xây dựng kênh đào Suez (khu 16)

## M

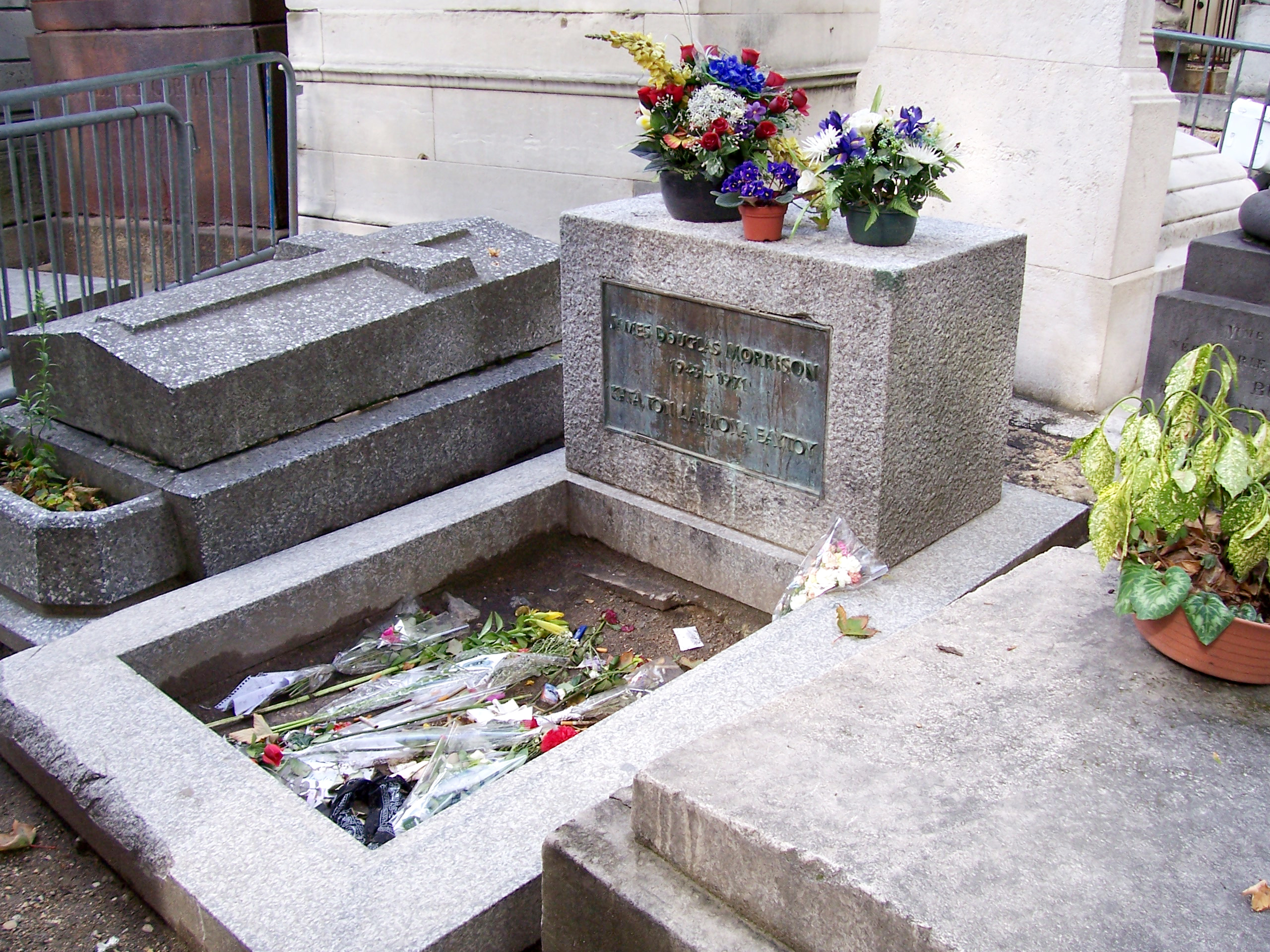
Mộ của ca sĩ Jim Morrison

- Marcel Marceau, (1923 - 2007), diễn viên kịch câm (khu 21)
- Laura Marx, chiến sĩ cộng sản, con gái của Karl Marx (khu 77, đối diện với Bức tường Công xã)
- André Masséna, thống chế Pháp dưới thời Napoléon (khu 28)
- Georges Méliès (1861 - 1938), người xây dựng nền điện ảnh
- Jules Michelet (1798 - 1874), nhà sử học
- Molière (1622 - 1673), nhà biên kịch (khu 25)
- Amedeo Modigliani (1884 - 1920), họa sĩ, nhà điêu khắc
- Yves Montand (1921 - 1991), ca sĩ và diễn viên Pháp (khu 44)
- Jim Morrison (1943 - 1971), ca sĩ chính của nhóm The Doors (khu 16)
- Jean Moulin (1899 - 1943), nhà lãnh đạo phong trào kháng chiến trong Thế chiến thứ hai. Hài cốt của ông đã được chuyển vào Điện Panthéon Paris ngày 19 tháng 12 năm 1964 (khu 87)
- Joachim Murat (1767 - 1815), thống chế Pháp dưới thời Napoléon (mộ giả) (khu 39)
- Alfred de Musset (1810 - 1857), nhà thơ (khu 4)

## N
- Michel Ney (1769 - 1815), thống chế Pháp dưới thời Napoléon (khu 29)

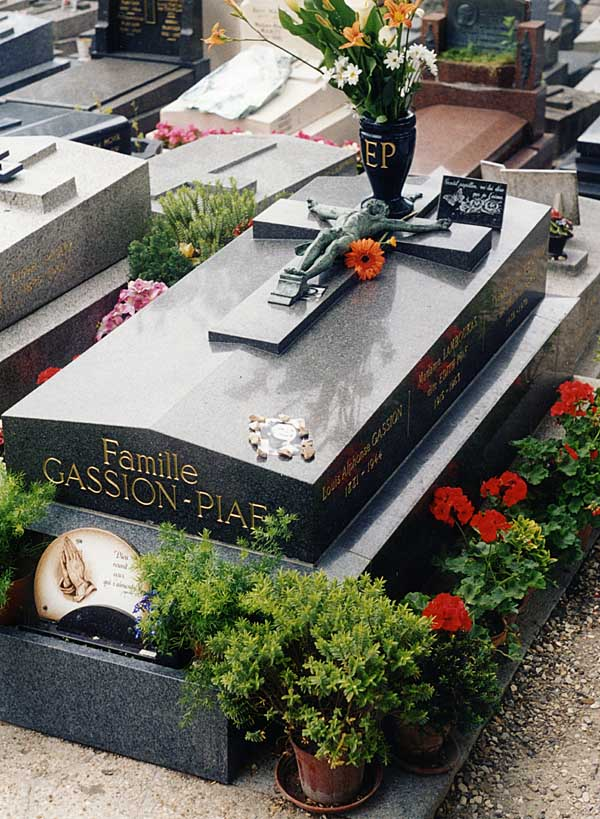
Mộ của nữ ca sĩ Édith Piaf

## P
- Édith Piaf (1915 - 1963), ca sĩ (khu 97)
- Camille Pissarro (1830 - 1903), họa sĩ (khu 7)
- Eugène Pottier (1816 - 1887), nhà thơ, tác giả phần lời của Quốc tế ca (l'Internationale)
- Marcel Proust (1871 - 1922), nhà văn (khu 85)
- Sully Prudhomme (1839 - 1907), nhà văn, người được trao giải Nobel Văn học đầu tiên (khu 44)

## R
- Jean François Rafaëlli (1850 - 1924), họa sĩ (khu 23)
- Gioacchino Rossini (1792 - 1868), tác giả các vở opéra người Ý (di hài của ông đã được chuyển về quê hương) (khu 4)
- James de Rothschild (1792 - 1868), giám đốc nhà băng (khu 7)
- Rafael Trujillo (1891 - 1961), tổng thống, nhà độc tài của Cộng hòa Dominica

## S
- Claude Henri de Saint-Simon (1760 - 1828), nhà kinh tế học (khu 28)
- Georges Seurat (1859 - 1891), họa sĩ
- Simone Signoret (1921 - 1985), nữ diễn viên điện ảnh
- Gertrude Stein (1874 - 1946), nữ văn sĩ người Mỹ

## T
- Maurice Thorez (1900 - 1964), lãnh đạo Đảng Cộng sản Pháp (khu 97)
- Adolphe Thiers (1797 - 1877), nhà báo, nhà sử học, Tổng thống Pháp

## W
- Oscar Wilde (1854 - 1900), nhà văn và nhà biên kịch người Ireland (khu 89)
- Richard Wright (1908 - 1960), nhà văn Mỹ (khu 87)